# Baakse Beek (rivier)
De Baakse Beek is een beek centraal gelegen in de Nederlandse streek de Achterhoek. De rivier heeft zijn oorsprong in het Korenburgerveen en Lievelde en vloeit via Ruurlo en Vorden naar de IJssel. De beek verzorgt ook een deel van de afwatering van de landbouwgronden in de Achterhoek. Dit werd vanaf het einde van de 19e eeuw steeds intensiever rond de beek, waardoor de bewoners vaker last kregen van wateroverlast. Daarop werd in 1919 het Waterschap Baakse Beek opgericht, dat de waterstand in het gebied moest reguleren. Tussen 1926 en 1940 werden er in het kader van de werkverschaffing verscheidene projecten uitgevoerd om de wateroverlast in de winter en de zomer te beperken. De afvoercapaciteit van zowel de Baakse Beek als de Veengoot werd vergroot en veel secundaire waterlopen in het gebied werden verruimd en uitgediept.
De Veengoot loopt geruime tijd evenwijdig aan de beek en vloeit ter hoogte van Wichmond samen met de Baakse Beek. Vanaf daar takt ook het Stroomkanaal van Hackfort af naar de IJssel. Waterschap Rijn en IJssel heeft in de 21e eeuw plannen ontwikkeld om het gebied rondom de beek weer aantrekkelijker te maken voor natuur. Recreatie en cultuurhistorie dienen hierbij ook hun plaats te vinden, onder andere door oude voordes weer terug te brengen en oude watermolens terug te plaatsen.
De geschiedenis van het stroomgebied is gereconstrueerd in Stromingen: vakblad voor hydrologen.